# Il principio del domino: la vita in gioco
Il principio del domino: la vita in gioco (The Domino Principle) è un film del 1977 diretto e prodotto da Stanley Kramer.

## Trama
Roy Tucker, ex combattente della guerra del Vietnam, è in carcere per la presunta uccisione del primo marito della moglie Ellie e rischia di restarci a lungo. Una potente e misteriosa organizzazione, che gli ha messo gli occhi addosso ed intende servirsi di lui, organizza, in accordo col direttore del carcere, la sua evasione. Durante la fuga viene volontariamente ucciso dai sicari il compagno di cella Oscar Spiventa, che invece, secondo gli accordi, avrebbe dovuto evadere con lui. Tucker viene trasferito in un'isola dei Caraibi dove ritrova Ellie; qui ha a sua disposizione una bella villa e un grosso conto in banca, al riparo dalla legge. Non sa, però, che in cambio della libertà che gli è stata regalata, dovrà preparare un attentato politico contro il presidente degli Stati Uniti le cui aperture progressiste incontrano forte opposizione presso gli ambienti governativi più conservatori. Inizia così, a sua insaputa, delle vacanze da sogno, interrotte dall'arrivo di Pine Ross e Tagge, emissari degli ignoti benefattori, che comunicano a Roy di essere arrivato il momento dell'azione, che consiste nell'uccisione da un elicottero di un personaggio di rilievo. Tucker entra in azione, colpisce il bersaglio, ma nasce una sparatoria con il servizio d'ordine del Presidente, dalla quale viene colpito l'elicottero ed il pilota, che riesce fortunatamente ad atterrare in un lago oltre le montagne. Il velivolo esplode con una bomba e Tucker viene prelevato dagli altri membri dell'organizzazione, tenuto sotto sorveglianza armata, visto l'assenza della moglie precedentemente prelevata con la forza. Quando ritorna alla base, decide per questo di ricattare i mandanti puntando un'arma improvvisata al collo di Pine Ross. Chiede di fuggire con un aereo e scopre con immensa sorpresa, che tra i killer vi è il suo ex compagno di cella Spiventa, apparentemente freddato a tradimento durante la sua evasione. Ucciso il presidente, mentre l'aereo parte, Roy vede saltare in aria l'auto di Tagge. Ne segue un drammatico faccia a faccia sull'aereo con la moglie Ellie, dalla quale fuoriusciranno amare confessioni sull'omicidio per il quale fu imprigionato. Ritornato sull'isola, scopre di aver perso ogni privilegio: il passaporto, il denaro e la moglie, che viene uccisa tramite un incidente stradale. Successivamente riceve la visita di Spiventa e Pine Ross, ma lui li uccide sparandogli a sangue freddo e ne fa sparire i cadaveri, gettandoli in mare da una scogliera rinchiusi in un'auto. Il finale introspettivo vede Tucker sulla spiaggia andare incontro alla morte imbracciando il suo fucile.